# مارغريت موردوك
مارغريت موردوك (بالإنجليزية: Margaret Murdock)‏ هي ممرضة أمريكية، ولدت في 25 أغسطس 1942 في توبيكا في الولايات المتحدة.

## وصلات خارجية
- مارغريت موردوك على موقع الاتحاد الدولي (الإنجليزية)
- مارغريت موردوك على موقع اللجنة الأولمبية الدولية (الإنجليزية)
- مارغريت موردوك على موقع أوليمبيديا (الإنجليزية)
- مارغريت موردوك على موقع قاعة كنساس للمشاهير الرياضية (مؤرشف) (الإنجليزية)